# Dusona
Genre
Synonymes
- Delopia Cameron, 1903
- Kartika V.K. Gupta & M.L. Gupta, 1976[2]

Dusona est un genre d'insectes hyménoptères de la famille des Ichneumonidae, de la sous-famille des Campopleginae et de la tribu des Limneriini. 

## Espèces
Dusona abdominator - 
Dusona admontina - 
Dusona adriaansei - 
Dusona aemula - 
Dusona aequorea - 
Dusona affinis - 
Dusona affinitor - 
Dusona ahlaensis - 
Dusona alius - 
Dusona alpigena - 
Dusona alpina - 
Dusona alpinator - 
Dusona alticola - 
Dusona alveolata - 
Dusona americana - 
Dusona amurator - 
Dusona anceps - 
Dusona angustata - 
Dusona angustifrons - 
Dusona annexa - 
Dusona anomala - 
Dusona aquilonaria - 
Dusona argentea - 
Dusona argentopilosa - 
Dusona artonae - 
Dusona aspera - 
Dusona assita - 
Dusona associata - 
Dusona atriceps - 
Dusona atricolor - 
Dusona atrotibialis - 
Dusona augasma - 
Dusona auriculator - 
Dusona aurifer - 
Dusona aurita - 
Dusona australis - 
Dusona aversa - 
Dusona baueri - 
Dusona bellator - 
Dusona bellipes - 
Dusona bellula - 
Dusona belokobyli - 
Dusona bharata - 
Dusona bicolor - 
Dusona bicoloripes - 
Dusona brachiator - 
Dusona brevicornis - 
Dusona brevisocrea - 
Dusona brischkei - 
Dusona brullei - 
Dusona bucculenta - 
Dusona bucculentoides - 
Dusona buddha - 
Dusona burmensis - 
Dusona calceata - 
Dusona cameronii - 
Dusona canadensis - 
Dusona capitator - 
Dusona carinata - 
Dusona carinator - 
Dusona carinifer - 
Dusona carinifrons - 
Dusona cariniscutis - 
Dusona carlsoni - 
Dusona carpathica - 
Dusona carpinellae - 
Dusona castanipes - 
Dusona caudator - 
Dusona celator - 
Dusona ceylonica - 
Dusona chabarowski - 
Dusona chechziri - 
Dusona chikaldaensis - 
Dusona chinensis - 
Dusona circumcinctus - 
Dusona circumspectans - 
Dusona citeria - 
Dusona collaris - 
Dusona confluens - 
Dusona conformis - 
Dusona confusa - 
Dusona confusator - 
Dusona consobrina - 
Dusona constantineanui - 
Dusona contumator - 
Dusona contumax - 
Dusona coriacea - 
Dusona cornellus - 
Dusona crassicornis - 
Dusona crassipes - 
Dusona crassiventris - 
Dusona cressonii - 
Dusona cultrator - 
Dusona cytaeis - 
Dusona debilis - 
Dusona deceptor - 
Dusona definis - 
Dusona deodarae - 
Dusona destructor - 
Dusona detritor - 
Dusona dictor - 
Dusona dimidiata - 
Dusona dineshi - 
Dusona disclusa - 
Dusona diversa - 
Dusona diversella - 
Dusona diversicolor - 
Dusona doonensis - 
Dusona dositheae - 
Dusona douraguia - 
Dusona downesi - 
Dusona dubitor - 
Dusona egregia - 
Dusona einbecki - 
Dusona ektypha - 
Dusona elegans - 
Dusona ellopiae - 
Dusona elongata - 
Dusona epomiata - 
Dusona erythra - 
Dusona erythrogaster - 
Dusona erythrospila - 
Dusona experta - 
Dusona exsculpta - 
Dusona extranea - 
Dusona falcator - 
Dusona fatigator - 
Dusona femoralis - 
Dusona ferruginea - 
Dusona fervida - 
Dusona filator - 
Dusona filicornis - 
Dusona flagellator - 
Dusona flavescens - 
Dusona flavipennis - 
Dusona flavitarsis - 
Dusona flavopicta - 
Dusona flinti - 
Dusona fossata - 
Dusona fractocristata - 
Dusona fuliginosa - 
Dusona fulvicornis - 
Dusona fundator - 
Dusona fuscitarsis - 
Dusona ganeshi - 
Dusona garhwalensis - 
Dusona gastator - 
Dusona gastroides - 
Dusona geminata - 
Dusona genalis - 
Dusona genator - 
Dusona gephyra - 
Dusona gibbosa - 
Dusona glabra - 
Dusona glauca - 
Dusona gnara - 
Dusona gracilis - 
Dusona grahami - 
Dusona graptor - 
Dusona guatemalensis - 
Dusona habermehli - 
Dusona heptahamuli - 
Dusona himachalensis - 
Dusona himalayensis - 
Dusona holmgrenii - 
Dusona horrida - 
Dusona humilis - 
Dusona impressifrons - 
Dusona inclivata - 
Dusona incompleta - 
Dusona inconspicua - 
Dusona indistinctor - 
Dusona inermis - 
Dusona infelix - 
Dusona infesta - 
Dusona infundibulum - 
Dusona insignita - 
Dusona insolita - 
Dusona intelligator - 
Dusona interstitialis - 
Dusona iwatae - 
Dusona japonica - 
Dusona johnsoni - 
Dusona juvenilis - 
Dusona juventas - 
Dusona juxta - 
Dusona kalatopensis - 
Dusona kamathi - 
Dusona kamrupa - 
Dusona karkil - 
Dusona kasparyani - 
Dusona kerrichi - 
Dusona koreana - 
Dusona korta - 
Dusona kriechbaumeri - 
Dusona lacivia - 
Dusona lajae - 
Dusona lamellator - 
Dusona lamellifer - 
Dusona laminata - 
Dusona laticincta - 
Dusona lautareti - 
Dusona lecta - 
Dusona lenticulata - 
Dusona leptogaster - 
Dusona levibasis - 
Dusona libauensis - 
Dusona liberator - 
Dusona libertatis - 
Dusona linearis - 
Dusona lineola - 
Dusona lividariae - 
Dusona lobata - 
Dusona longiabdominalis - 
Dusona longicauda - 
Dusona longifemorata - 
Dusona longigena - 
Dusona longigenata - 
Dusona longiseta - 
Dusona longistilus - 
Dusona longiterebra - 
Dusona luctuosa - 
Dusona luteipes - 
Dusona macrofovea - 
Dusona mactatoides - 
Dusona mactator - 
Dusona magnifica - 
Dusona major - 
Dusona malaisei - 
Dusona marmorata - 
Dusona maruyamae - 
Dusona maruyamator - 
Dusona matsumurae - 
Dusona mediator - 
Dusona melanator - 
Dusona memorator - 
Dusona mercator - 
Dusona meridionator - 
Dusona meritor - 
Dusona mexicana - 
Dusona micrator - 
Dusona mikroschemos - 
Dusona minor - 
Dusona minuta - 
Dusona minutor - 
Dusona miranda - 
Dusona mixta - 
Dusona momoii - 
Dusona montana - 
Dusona montrealensis - 
Dusona murarii - 
Dusona myrtilla - 
Dusona nagatomii - 
Dusona nanus - 
Dusona nebulosa - 
Dusona negata - 
Dusona nervellator - 
Dusona nidulator - 
Dusona nigriapiculata - 
Dusona nigridens - 
Dusona nigridorsum - 
Dusona nigrina - 
Dusona nigritegula - 
Dusona nigritibialis - 
Dusona nitidipleuris - 
Dusona norikurae - 
Dusona notabilis - 
Dusona novitia - 
Dusona nubilator - 
Dusona nursei - 
Dusona obesa - 
Dusona obliterata - 
Dusona obscurator - 
Dusona obscuripes - 
Dusona obtutor - 
Dusona occidentalis - 
Dusona occipita - 
Dusona ocellata - 
Dusona okadai - 
Dusona opaca - 
Dusona opacoides - 
Dusona opima - 
Dusona orientalis - 
Dusona pahalgamensis - 
Dusona pallescens - 
Dusona papator - 
Dusona parallela - 
Dusona parva - 
Dusona parvicavata - 
Dusona pauliani - 
Dusona pectinata - 
Dusona pectoralis - 
Dusona peculiaris - 
Dusona peptor - 
Dusona perditator - 
Dusona perditor - 
Dusona peregrina - 
Dusona petiolaris - 
Dusona petiolatoides - 
Dusona petiolator - 
Dusona petitor - 
Dusona pictator - 
Dusona pilosa - 
Dusona pineticola - 
Dusona planata - 
Dusona plauta - 
Dusona polita - 
Dusona praecox - 
Dusona prolata - 
Dusona propodeator - 
Dusona prytanes - 
Dusona pseudobucculenta - 
Dusona pugillator - 
Dusona pulchella - 
Dusona pulchripes - 
Dusona pulmentariae - 
Dusona pygmaea - 
Dusona quadrata - 
Dusona quebecensis - 
Dusona radiator - 
Dusona recta - 
Dusona rectator - 
Dusona rectoides - 
Dusona relecta - 
Dusona remota - 
Dusona reticulata - 
Dusona robusta - 
Dusona rossica - 
Dusona rotunda - 
Dusona rubator - 
Dusona rufator - 
Dusona rufescens - 
Dusona rufigaster - 
Dusona rufipostpetiola - 
Dusona rufiventrator - 
Dusona rufiventris - 
Dusona rufoapicalis - 
Dusona rufonigra - 
Dusona rufoscapus - 
Dusona rufovariata - 
Dusona rugifer - 
Dusona rugifrons - 
Dusona rugosa - 
Dusona rugulosa - 
Dusona sachalini - 
Dusona sarojinae - 
Dusona sasayamae - 
Dusona sauteri - 
Dusona scalaria - 
Dusona scalprata - 
Dusona schikotani - 
Dusona scolator - 
Dusona scriptor - 
Dusona scutellator - 
Dusona seamansi - 
Dusona semiflava - 
Dusona semirufa - 
Dusona sericea - 
Dusona setator - 
Dusona signata - 
Dusona signator - 
Dusona similator - 
Dusona similis - 
Dusona simillima - 
Dusona simlaensis - 
Dusona simulans - 
Dusona simulator - 
Dusona sobolicida - 
Dusona sparsa - 
Dusona specularis - 
Dusona spinator - 
Dusona spinipes - 
Dusona spinulosa - 
Dusona spiracularis - 
Dusona splenditor - 
Dusona stenocara - 
Dusona stenogaster - 
Dusona stragifex - 
Dusona stramineipes - 
Dusona stricklandi - 
Dusona stygia - 
Dusona subaequalis - 
Dusona subimpressa - 
Dusona subnigra - 
Dusona subtilis - 
Dusona sumatrana - 
Dusona sumichrasti - 
Dusona sumptuosa - 
Dusona surrata - 
Dusona temnator - 
Dusona templator - 
Dusona temporalis - 
Dusona tenerifae - 
Dusona tenuis - 
Dusona tepaneca - 
Dusona terebrator - 
Dusona ternata - 
Dusona texana - 
Dusona thomsoni - 
Dusona tibiator - 
Dusona tibiatoria - 
Dusona tikari - 
Dusona tincochacae - 
Dusona townesi - 
Dusona townsendi - 
Dusona transvaalensis - 
Dusona tricolorator - 
Dusona tritor - 
Dusona tumida - 
Dusona turmalis - 
Dusona tyranna - 
Dusona ucrainator - 
Dusona ucrainica - 
Dusona valelaminata - 
Dusona vara - 
Dusona variabilis - 
Dusona variator - 
Dusona varicoxa - 
Dusona varipes - 
Dusona venitor - 
Dusona ventrator - 
Dusona veraepacis - 
Dusona vibecifera - 
Dusona vicina - 
Dusona vidua - 
Dusona viduator - 
Dusona vigilator - 
Dusona villosa - 
Dusona virgulata - 
Dusona vitriala - 
Dusona vitticollis - 
Dusona viveki - 
Dusona watertoni - 
Dusona wilsoni - 
Dusona woodi - 
Dusona wyomingensis - 
Dusona xenocampta - 
Dusona yamanakai - 
Dusona yezoensis - 
Dusona yezoensoides - 
Dusona zonata